# Jan Zaufall
Jan Jakub Zaufall (ur. 21 lub 26 czerwca 1895, zm. 27 grudnia 1974 w Londynie) – polski urzędnik samorządowy II Rzeczypospolitej.

## Życiorys
Urodził się 21 lub 26 czerwca 1895. Kształcił się w C. K. Gimnazjum w Przemyślu z wykładowym językiem polskim, gdzie był przewodniczącym Bratniej Pomocy, a w 1914 zdał egzamin dojrzałości. Ukończył studia prawnicze uzyskując tytuł magistra.
W 1921 został członkiem komisji szkontrującej Towarzystwa Dramatycznego im. Aleksandra Fredry w Przemyślu. W okresie II Rzeczypospolitej pracował w służbie samorządowej. W 1929 jako referendarz został przeniesiony ze starostwa powiatu przemyskiego do starostwa powiatu sanockiego i został mianowany zastępcą starosty. Tam na początku 1930 otrzymał VIII stopień służbowy. Ze stanowiska referendarza w starostwie powiatu sanockiego w 1930 został przeniesiony do starostwa powiatu jędrzejowskiego na stanowisko kierownika tegoż, później był tym pełniącym obowiązki starosty, a następnie etatowym starostą. W kolejnych latach 30. był starostą powiatu miechowskiego. Następnie do 1939 sprawował stanowisko starosty powiatu krzemienieckiego.
W Wojsku Polskim został awansowany na stopień podporucznika rezerwy piechoty ze starszeństwem z dniem 1 lipca 1925. W 1934 jako oficer rezerwowy był w kadrze Oficerskiej Kadry Okręgowej nr X i pozostawał wówczas w ewidencji Powiatowej Komendy Uzupełnień Pińczów.
Po wybuchu II wojny światowej został aresztowany przez sowietów i wywieziony w głąb ZSRR. Po wojnie żył na emigracji w Wielkiej Brytanii. Zmarł 27 grudnia 1974 w Londynie.